# Marshall Hotel (Chicago)
A Marshall Hotel az Amerikai Egyesült Államok Chicago városának egyik apartmanszállodája a LaSalle Streeten. Az 1927-ben emelt épület egyike volt azoknak a hoteleknek, amelyeket a 20-as években a városba nagy számban érkező munkások elszállásolására építettek. Noha a szállodában átmenetileg és hosszú távra is lehetett szobát foglalni, a népszámlálási adatok tanúsága szerint a lakók többsége állandó vendégként szállt meg a hotelben. A neoklasszikus és neoreneszánsz stílusú épület Edmund Meles építész tervei szerint épült, aki ebben az időszakban több szállodát és apartmanházat tervezett Chicagóban. Az épület kívül téglaborítású, mészkő boltíves bejárattal, íves áthidalóval, kulcskövekkel az első emeleti ablakok körül, mészkő falakkal és urnával ellátott oromfallal.
2017. november 27-én került be a Történelmi Helyek Nemzeti Nyilvántartásába (National Register of Historic Places).

## Fordítás
- Ez a szócikk részben vagy egészben  a   Marshall Hotel (Chicago) című angol Wikipédia-szócikk ezen változatának fordításán alapul.  Az eredeti cikk szerkesztőit annak laptörténete sorolja fel. Ez a jelzés csupán a megfogalmazás eredetét és a szerzői jogokat jelzi, nem szolgál a cikkben szereplő információk forrásmegjelöléseként.